# Wadi

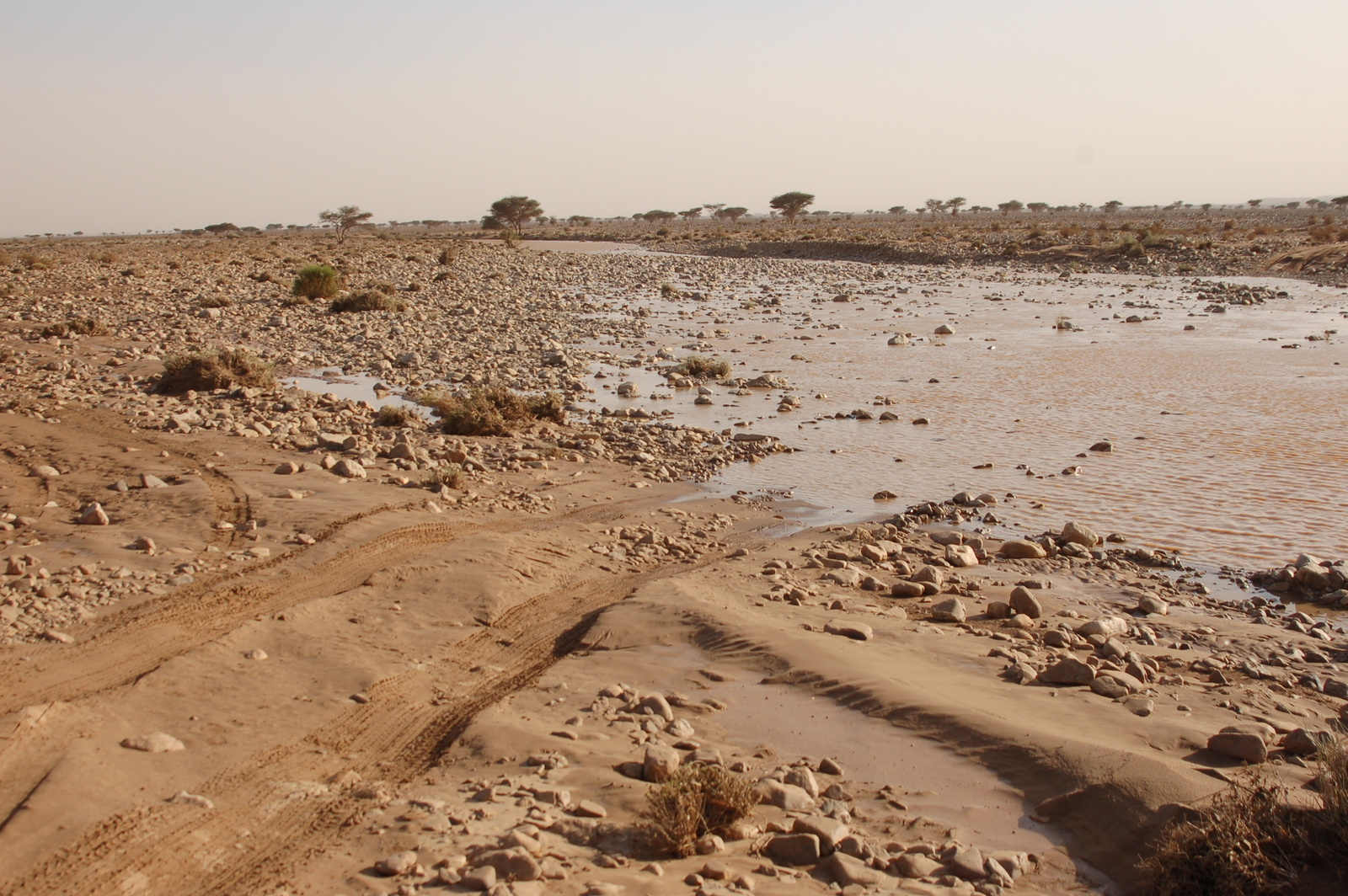
Wadi w okolicach oazy Amhamid, Maroko

Wadi, wadis, ued (arab. وادي, wādī – dolina, łożysko rzeki) – suche formy dolinne występujące na obszarach pustynnych, w czasie pory deszczowej wypełniają się wodą, tworząc niekiedy wartkie, szerokie, długie i kręte rzeki.
Doliny wadi zostały najprawdopodobniej wyżłobione w plejstocenie w warunkach pluwialnych. Współcześnie są odmładzane i przekształcane przez wodę rzek epizodycznych.